# 王施佳
王施佳（1993年8月25日—）是辽宁阜新人，中国游泳运动员。

## 生平
2010年，王施佳代表中国參加廣州亞運會游泳比賽的女子4x100米自由泳接力及4x200米自由泳接力兩個項目，奪得兩面金牌。
2012年，王施佳代表中国出戰英國倫敦舉行的奥林匹克运动会游泳比賽女子200米自由泳、4×100米自由泳接力及4×200米自由泳接力賽事。